# Gone Maggie Gone
«Gone Maggie Gone» (рус. Вперёд, Мэгги, вперёд) — тринадцатый эпизод двадцатого сезона Симпсонов. Впервые был показан по телеканалу Fox в Соединённых Штатах 15 марта 2009. Эпизод был написан Билли Кимбэлом и давним сценаристом Симпсонов Ианом Мэкстоун-Грэмом, и поставлен Крисом Клементсом. В «Gone Maggie Gone» Гомер оставляет Мэгги на пороге женского монастыря, но когда она исчезает, Лиза проникает туда под видом монахини, чтобы решить тайну. Тем временем Гомер пытается держать исчезновение Мэгги в тайне от Мардж, которая ослепла, наблюдая солнечное затмение.

## Сюжет
В шестичасовых новостях Кент Брокмэн объявляет, что в Спрингфилде будет наблюдаться солнечное затмение. После того, как Барт ломает камеру-обскура Гомера, Мардж даёт ему свою. Наблюдая затмение, семья не сдерживает восхищения, и Мардж, не вытерпев, решает украдкой взглянуть на него невооружённым глазом, из-за чего получает ожог сетчатки и временно слепнет. Семья везет Мардж в больницу, где доктор Хибберт сообщает Симпсонам, что глаза Мардж должны быть закрыты повязкой в течение двух недель, а также ей следует избегать стрессов. Гомер берёт на себя управление домом, из-за чего жилище Симпсонов наводняют крысы. Гомер отправляется в магазин за крысиным ядом и берёт с собой Мэгги и Маленького Помощника Санты. На пути домой Мэгги и собака мешают Гомеру вести машину, из-за чего он теряет управление и автомобиль падает с моста. Гомер пытается переправиться через озеро в маленькой лодке с малышкой, собакой и крысиным ядом (ссылка на загадку о волке, козе и капусте). Он перевозит Мэгги и оставляет её на ступеньках церкви Святой Терезы, чтобы вернуться за банкой с ядом на другой берег озера. Неожиданно появляется монахиня, которая принимает Мэгги за подкидыша и забирает её в женский монастырь. Требование Гомера вернуть ему дочь встречается отказом.
Лиза под видом монахини проникает в монастырь, в то время как Гомер и Барт пытаются не выдать Мардж отсутствие дочерей. Когда мать-настоятельница отказывается говорить, где Мэгги, Лиза выясняет, что монахини ищут драгоценный камень. Престарелая на вид монахиня (утверждающая, что ей 23 года, но на самом деле ей 92, что известно по облику, состоянию кожи и состоянию тела внутри и снаружи) сообщает Лизе о давних поисках мистического драгоценного камня, который исполняет желания. Первая подсказка: «ищи Бога сердцем и душой», которую Лиза разгадывает, сыграв несколько тактов одноимённой песни «Сердце и душа» на церковном органе, после чего ей открывается криптограмма, в которой содержится следующая подсказка: найти «самое большое кольцо» в Спрингфилде; сначала, она предполагает, что это — круглые кольца, но она узнает, что самое большое кольцо — Спрингфилдская Колокольня (по-английски "ring" значит как "кольцо", так и "звон"). Пребывая там, она встречает Продавца Комиксов и директора Скиннера, которые говорят ей, что умирающей Святой Терезе было видение, что сокровище принесёт покой и мир на Землю. Продавец Комиксов сообщает Лизе, что драгоценный камень будет обнаружен в первое полнолуние после солнечного затмения, то есть в эту ночь. Однако колокол не может быть кольцом, так как он не настоящий, а копия из папье-маше. Настоящее кольцо (ring) — это часть надписи Спрингфилд (sp-ring-field), к которой они направляются.
Там они встречают мистера Бернса и Смитерса, которые также знают о драгоценном камне. На буквах Лиза обнаруживает сообщение, которое расшифровывает как «По-царски, драгоценный камень — это Лиза»(по словам мистера Бёрнса "Святая Тереза знала, что зло будет использовать этот драгоценный камень, и подстраховала, что драгоценным камнем будет ребенок"). Лиза отправляется в монастырь, где объявляет, что она и есть драгоценный камень. Мать-настоятельница рушит эту догадку: сокровище — Мэгги, а сообщение должно расшифровываться как «На самом деле это Мэгги, Шерлок». Лиза, расстроившись, указывает, что она должна была бы понять это превратно сначала для этого, чтобы иметь смысл. Мэгги сажают на трон, и в Спрингфилде воцаряется мир. Мардж, однако, вмешивается и забирает Мэгги, говоря, что «Бог не стал бы просить мать жертвовать своим ребёнком на благо мира… ещё раз». По пути домой Гомер говорит, что оставил другого ребёнка на троне — Барта. Когда он сидит на троне, земля раскалывается и из неё появляется Сатана (это означает что Барт — камень зла, приведя мир или город в царство, где Сатана правит миром).

## Культурные ссылки
Основной сюжет этого эпизода — пародия на фильмы «Сокровище нации» и «Код да Винчи». Например, колокол в башне, оказывающийся подделкой, — отсылка к сцене с Колоколом Свободы в «Сокровище нации». В «Коде да Винчи» Святой Чашей Грааля оказывается Мария Магдалина, и Софи была последним остающимся наследником родословной Христа; тогда как в этом эпизоде драгоценным камнем оказывается Мэгги. В другой ссылке на «Код да Винчи» Бернс называет Смитерса своим верным слугой-альбиносом — намек на Силаса. Крысы из первой половины эпизода — отсылка к фильму «Рататуй». А также показывается отсылка к фильме "Омен"(дань уважения), роману "Оставленные" и одному из сезонов "Американской истории ужасов"(где Барт превращает Спрингфилд в "альтернативную версию ада где Антихрист победил").